# Michael Klang
Michael Klang (4. března 1954 Dačice – 1. srpna 2019) byl český architekt, scénograf, designér a výtvarník.

## Život
Narodil se 4. března 1954 v Dačicích. V roce 1973 maturoval na Střední všeobecně vzdělávací škole v Praze. Vystudoval Fakultu architektury na Českém vysokém učení technickém, kde v roce 1979 získal titul inženýr architekt, a poté i Divadelní fakultu Akademie múzických umění v Praze, na jejíž katedře scénografie dokončil studium v roce 1982. Na Fakultě architektury ČVUT pak působil jako odborný asistent a v roce 1985 se stal kandidátem technických věd.
Od roku 2000 vyučoval jako externí přednášející na Fakultě multimediálních komunikací Univerzity Tomáše Bati ve Zlíně a od roku 2011 se zde stal vedoucím ateliéru Prostorová tvorba a působil zde do své smrti. V letech 2008 a 2009 externě přednášel také na Katedře výtvarné kultury Univerzity Hradec Králové.
Dlouhodobě se věnoval architektonickým a scénografickým projektům, měl více než tisíc realizací. Jeho dílem je rekonstrukce domu U Hybernů v Praze na Divadlo Hybernia nebo kina v Napajedlech, podílel se na Filmovém uzlu ve zlínských ateliérech. V letech 1997–2015 byl autorem scény pro vyhlašování výsledků ankety Český slavík, realizoval i galavečery Miss České republiky a předávání Cen Thálie. Navrhl také zpravodajské televizní studio ČT24 a TV Nova, studia pro soutěžní pořad Kufr či zábavní pořady Caruso Show, Do-Re-Mi nebo Kolotoč, dále scénu pro muzikál Pomáda a divadelní hru Sluha dvou pánů. Jedním z jeho posledních děl bylo studio pro pořad České televize Otázky Václava Moravce.
V roce 2019 vydal svou první knihu Televizní konfese, kde mapoval méně než polovinu své práce na 400 stránkách.
Zemřel 1. srpna 2019 ve svých 65 letech.